# 그랑프리 박물관
그랑프리 박물관(중국어: 大賽車博物館, 포르투갈어: Museu do Grande Prémio)은 중국 마카오 세 당구 마카오 관광 활동 센터에 위치한 박물관이다. 포도주 박물관이랑 붙어있다.
1993년 11월 18일에 개관하였으며, 마카오 그랑프리 40주년 기념으로 개설된 것이다.